# Alloglossia
L'alloglossia (dal greco allos, altro, e glossa, lingua) è la situazione di una comunità  (detta alloglotta) che utilizza una lingua diversa rispetto all'elemento demografico maggioritario di un'entità statale o amministrativa.
L'alloglossia è un concetto relativo che dipende dal punto di riferimento: ad esempio, i tedeschi dell'Alto Adige sono in una posizione di alloglossia se rapportati alla popolazione italiana nel suo insieme, ma se ci si limita ad osservare la provincia autonoma di Bolzano, dove i germanofoni costituiscono la maggioranza assoluta, allora è la comunità italofona, a rigore, ad essere alloglotta.

## Storia
Il termine "alloglotto" ha conosciuto una particolare strumentalizzazione durante il ventennio fascista, quando fu largamente utilizzato per riferirsi agli abitanti dei territori acquisiti in seguito alla prima guerra mondiale (e in particolare dell'Alto Adige della Valcanale Friulana e della Venezia Giulia). La generica etichetta di "alloglotti", appellativo usato per evitare di nominare esplicitamente le popolazioni tedesche, ladine, slovene e croate di recente annessione al Regno d'Italia e idealmente destinate a italianizzarsi, servì a negare sul piano concettuale le sussistenti differenze etniche e a dare l'impressione di una maggiore uniformità nazionale. Sul piano normativo, nel medesimo periodo storico l'alloglossia fu spesso oggetto di provvedimenti legislativi repressivi.